# STEPエクササイズ

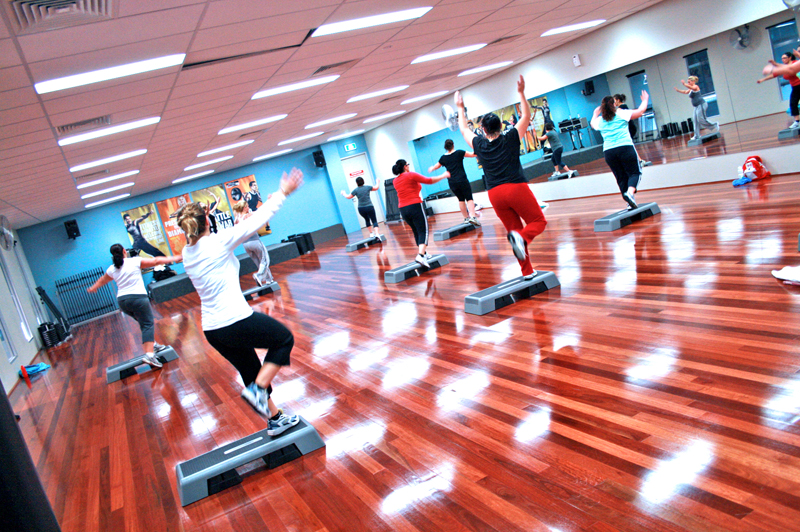
STEPエクササイズのレッスン

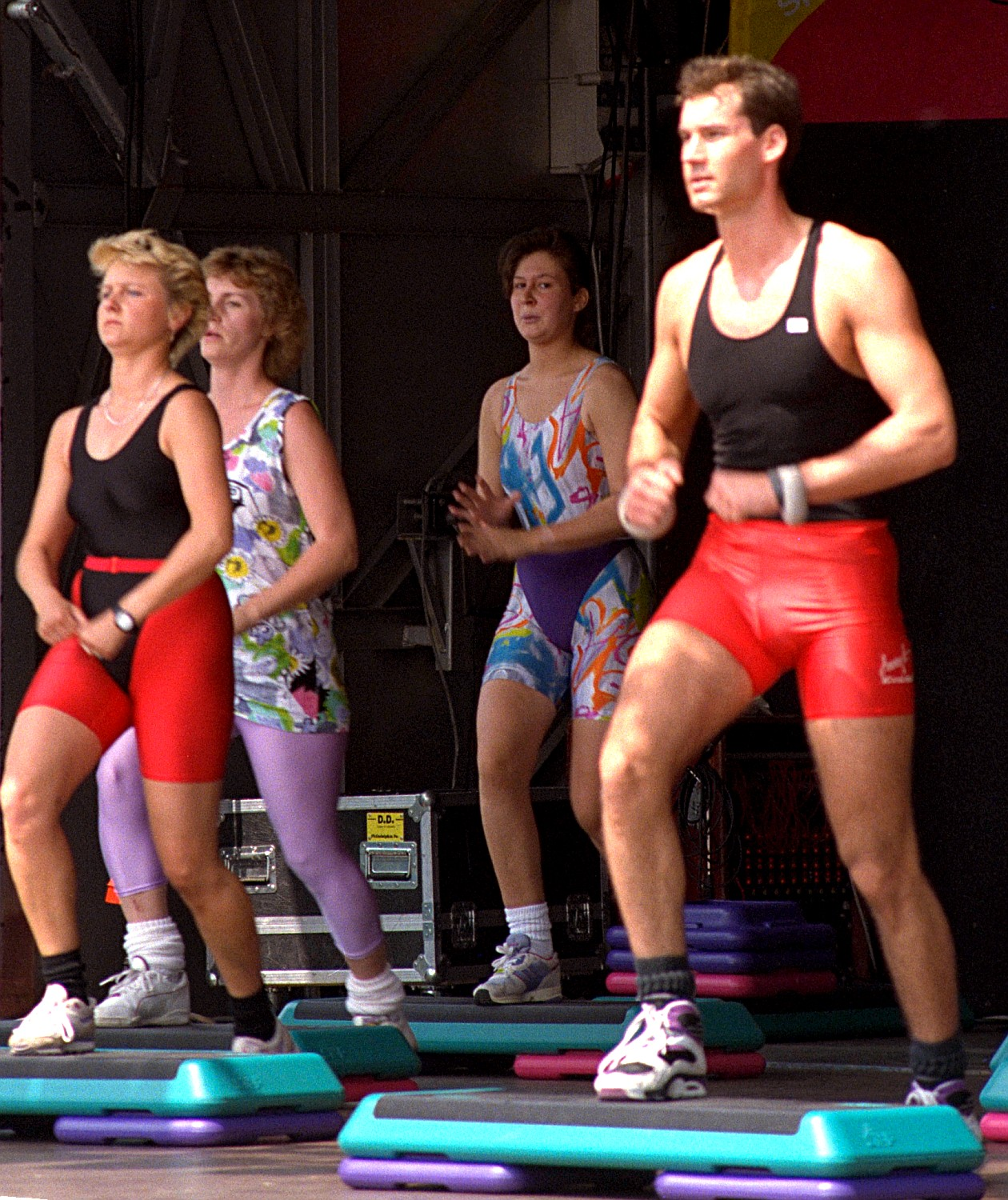
STEPエクササイズのデモンストレーション

STEPエクササイズ（ステップエクササイズ、STEP EXERCISE）は、日常生活で行われている階段の昇り降りのような動きをすることで下肢の大筋群などを活発に動かす全身運動。音楽に合わせて踏み台を昇降する形式の有酸素運動である。STEPトレーニング（ステップトレーニング、STEP TRAINING）もしくは単にSTEP（ステップ）とも呼ばれる。

## 歴史
1980年代初頭、エアロビクスダンスが米国から世界へ広まったが、ハイインパクトと呼ばれる動作が多用され、故障者が続出した。ハイインパクトとは両足が同時に床から離れる動作を指し、走る・跳ねる動きがこれに該当する。着地の際、足に体重の約3倍の衝撃が加わる。この問題の反省からハイインパクト動作を控える流れができるとともに、エアロビクスダンスに代わる衝撃の少ないエクササイズが考案された。STEPエクササイズはその代表である。

## 概要

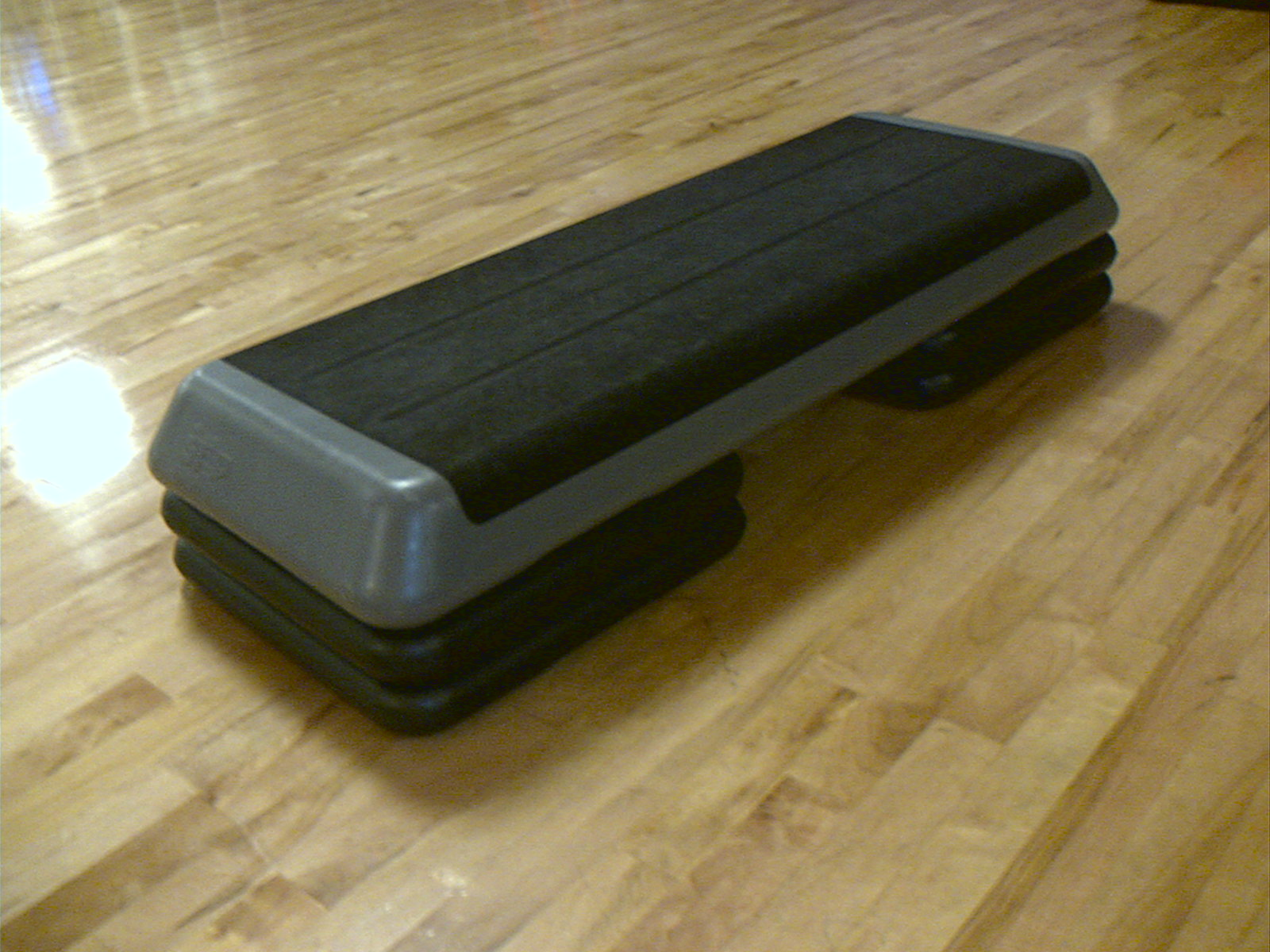
ステップ台（プラットフォームにサポートブロック2段を付けたところ）

音楽にリズムを合わせて、ステップ台を使った昇降運動を行う。 単なる昇降にとどまらず、ニーアップ（膝上げ）、レッグカール（膝曲げ）を組み合わせて下半身を主としたエクササイズである（上半身の動きをつける場合もある）。
インストラクターのリードに従い複数の参加者が運動する形式で行う。この形式はグループエクササイズと呼ばれ、1回のグループエクササイズをクラスという。

STEPエクササイズ用の踏み台はステップ台と呼ばれる。元々は木製の箱を使用していたが、高さの調整が出来ない事からSTEP社のレイ・アーウィンにより現在のプラットフォーム並びにブロックの形が発明された。リーボック社が販売しているステップ台で従来から使用されているものは縦1090mm×横410mm。上部の部分はプラットフォームと呼ばれる。これにサポートブロックと呼ばれるものをつけて高さを調節する。サポートブロックを足した時の高さ:0段 100mm、1段 160mm、2段 220mm。（他社のものはこれと若干サイズが違う）
クラスのレベルについては次項参照

## クラスのレベル
ステップのクラスはエアロビクスのクラス同様明確な基準があるものではないが、各フィットネスクラブが定めるレギュレーションとクラスへの参加者のレベルに応じてインストラクターがレベルを設定している場合が多い。ここでは日本国内での一般的な傾向を取り上げる。
- 初級、初心者向け

「はじめてステップ」「ベーシックステップ」などの名称が付けられており、基本的に初心者を対象としている。サポートブロックは0段から2段まで体格と希望する運動強度に応じて自由に選択できる。時間は30-45分程度。60分を超えることは無い。基本的な動き（ベーシックステップ、ニーアップ、レッグカール、サイドキック）が中心となる。また上半身の動きをつける余裕があるため、上半身の動きをつける場合がある。対象が初心者であるため安全性が重視されている。またインストラクターも初心者に分かりやすく教えるため同じ動きを反復する。
- 中級者向け

様々な動きを取り入れて、動きの変化に富むクラス。一般に初級者向けのクラスから大きくレベルを上げているクラスが多い。マンボ、チャチャ、ボックス、ストラドルなどの動きも加わり多彩な振り付けになっている。時間は45-60分程度。トラベリング（面を変える）という手法を使い後ろ向きに振り付けが始まったり、台の上でターンをしたりする。また振り付けは基本的なステップから次第に展開して変化していく（これをブレイクダウンという）60分のクラスの場合は大抵2ないし3ブロックの振り付けがある。（1ブロック=32カウント）
- 上級者向け

中級よりさらに難しい動き、速い動きを取り入れているクラス。運動強度も高い。振り付けに頻繁にターンやリズムチェンジが出てくる。動きの速さだけではなく振り付け自体も「カウントずらし」「差し込み、差し替え」などの手法で展開される場合がある。時間は60-75分。上級者向けのクラスは一般に地方都市ではほとんどなく、東京を中心とした首都圏で開かれている。中級者向けクラスに慣れた参加者が主となり、インストラクターも振り付けを早く展開していくので慣れていない者にはついていくのがしばしば困難である。リーボックのステップガイドラインからは外れていて、安全性の観点からは問題があると言われている。75分のクラスでは大抵4ブロックの振り付けがある。

## 世界各国のSTEP
ステップは米国を発祥としているが、2011年現在においては南米、アジア圏、イスラム圏、EU諸国等、世界各国のフィットネスクラブにクラスが設置されている。クラスの内容やレベルは国や地域により様々だが、先進国ほど品質・難易度・参加者のレベルが高いというわけではない。
EU圏ではハウス、ヒップホップ、ラテン等のダンスを取り入れたクラスなどがあり、フィットネスセッションも各所で頻繁に実施されている。日本を含め、各国のインストラクターが参加している。
アジア圏には、音楽のテンポが早い（BPM160～170程度）、複数のステップ台を利用する（初級3台～上級8台等）、ブロック数が多い（初級で3～6ブロック、上級で6～10ブロック等）など、上級者を刺激するレベルのクラスが数箇所にあり、日本のクラスの内容に飽き足らない者が遠征に出向く先として人気がある。
日本では、レイヤリング等の指導法やクラブのマニュアル等が早くから確立されていたため、全体的にインストラクターの指導方法や安全管理に優れているという評価が海外から得られている。ただし、丁寧な展開指導を前提に、マニュアルの規格の中で参加者のニーズに答えようとした結果、日本の振り付けが諸外国の主流とは異なる傾向が生まれているという意見がある（いわゆるガラパゴス化現象）。

## 効果
有酸素運動のページを参照

## 特徴
エアロビクスダンス同様、
- 継続性が高い
- 身体のいろいろな部位を使用する

という特徴がある（詳細はエアロビクスダンスのページを参照）。また、エアロビクスダンスと比べて、
- 足に加わる衝撃が小さい。

音楽のテンポはエアロビクスに比べてゆっくりであり（リーボックの推奨は118-128BPM）、ハイインパクト動作はほとんど用いられないため、故障しにくい
- 踏み台の高さを調節して運動強度を変えることができる。

使用する器具の設定で運動強度を変えることができるため、エアロビクスダンスに比べると運動強度を調節しやすい。個々人の体形や体力、その時の体調により運動強度を設定できる。

## 注意事項
- 禁止動作（Step Reebok Guidelinesによる）

昇降動作は向きによっては危険である。前向きに降りる動作はひざに負担がかかり、後ろ向きに昇る動作はステップ台の位置が見えず危険であるため、ともに禁止されている。また、ステップ台からの飛び降りは衝撃が大きいため、同じく禁止されている。しかし現状では上級クラスではこれらが必ずしも守られているとはいえない。リーボックのステップガイドライン　Step Reebok Guidelines
- ハンドウェイト

手にダンベルなどの錘（おもり）を持って昇降運動を行っても、有酸素運動としての効果はほとんど変わらない。しかし日本で行っているクラスはほとんどない。